# Origami

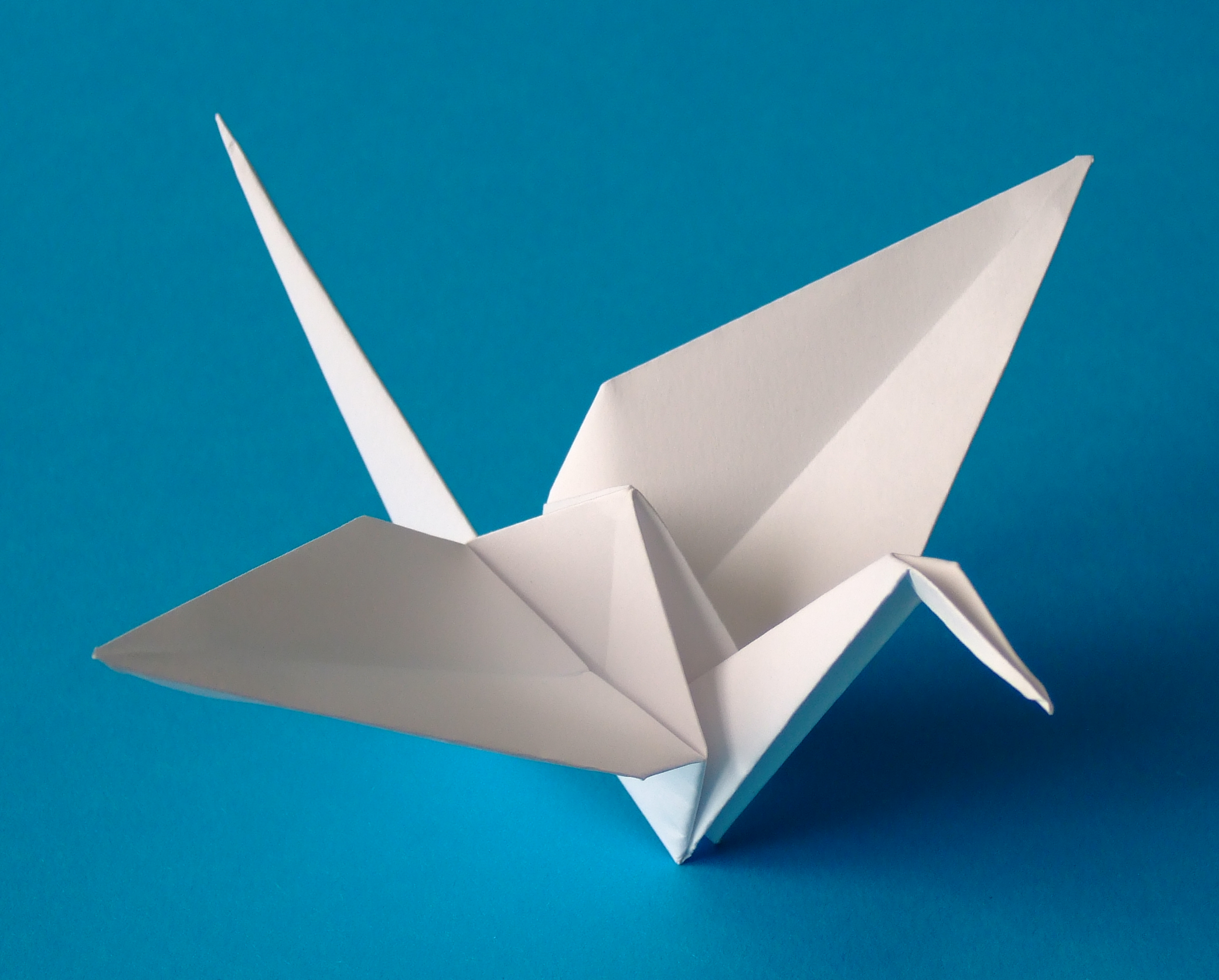
Daru, az origami jelképe

Az origami a papírhajtogatás japán megfelelője. Többnyire négyzet alakú papírból kiindulva (de egyéb síkidomokból is) készíthetünk állatokat, tárgyakat, díszeket, geometriai formákat, segédeszközök használatával vagy anélkül. A kezdőtől a haladó szintig terjedő nehézségi skálán nagyon sokféle origamiformát lehet találni. A modellek összetettségét az egyszerűtől a szuperkomplex szintig skálázzák.

## Története
Az origami (折り紙) japán eredetű szó. Jelentése az ori = hajtogatás és a kami = papír (ami a rendaku miatt gami-vá változik) összetételéből keletkezett. Az origami fejleszti a kézügyességet, összehangolja a szem és a kéz munkáját, így hat a bal és jobb agyfélteke működésére, segíti a tájékozódást, irányok észlelését, térérzékelést, ismerteti az alapvető geometriai formákat és fogalmakat, végül fejleszti a kreativitást, a memóriát és a gondolkodást.
Eredetére nincs egyértelmű bizonyíték. A hagyomány szerint egy buddhista szerzetes vitte a hajtogatás titkát Japánba a 6. század folyamán. Az első feljegyzések az 1600-as évek végéről származnak. A tradicionális Japán papírhajtogatást még nem övezték szigorú szabályok, így a papírt el lehetett vágni akár több helyen is, sőt meg is lehetett gyűrni. Így sokak szerint Japánban a Heian-korban (794-1185) kezdtek origamizni. Ekkoriban már hallani lehetett olyan mesékről, hogy egy ember papírból madarat formázott, másvalaki pedig egy papírból készült békát varázsolt át egy teljesen más formává. Fontos azonban megjegyezni, hogy a "formázás" nem egyenlő a papírhajtogatással.
A ma ismert legrégebbi japán origamiról szóló feljegyzés 1680-ból származik. Ihara Szaikaku versében írt arról, hogy esküvők és egyéb szertartások alkalmával papírból készült origamimadarakat használtak dekorációnak, így sokáig csak ünnepi alkalomra készült. Egyes szamuráj családok régi írásai közt olvashatók szabályok arról, hogy a szertartások alkalmával milyen figurákat lehet használni, és hogyan kell őket elkészíteni.
Kicsivel több mint száz évvel később, 1797-ben jelent meg az első nyomtatott origamikönyv. Szerzője Akiszato Magakidzsima, a „Szenbacura orikatacsi”, azaz „Az ezer daru hajtogatása” címmel jelentette meg. 1845-ben Kan no Mado összegyűjtötte a tradicionális japán formákat: ekkor indult világhódító útjára az origami.

## Origami a világ körül
Minden országban, ahol ismerték a papírt, elvileg kialakulhatott a papírhajtogatás helyi változata, így Japánon kívül is zajlott az origami fejlesztése. Erre példa Johannes de Sacrobosco Tractatus de Sphaera Mundi című műve, melynek 1490-es kiadásában egy olyan kép található, mely egy origamihajót ábrázol. Találhatunk régi hajtogatott origamilovakat a Német Nemzeti Múzeumban is, melyek 1810 környékén készültek. Korai európai emlékek a 13. századból származnak: egy kódexben papírhajtogatásra utaló szöveg található, sőt ábra is volt a leíráshoz mellékelve. Itáliai hercegi udvarokban jól ismert volt egy érdekes fajtája, az asztalkendő-hajtogatás. Több könyv jelent meg, ahol e díszítés módját ábrákkal is illusztrálták.
Az európai hajtogatás bölcsője Spanyolország, ahol a Pajarita (jelentése: kismadár), egy bizonyos hajtogatott madár ugyanolyan népszerű, mint a daru. A Spanyol Papírhajtogató Szövetség (AEP) a Pajaritát használja logójának. Nagyon kevés japán ismeri ezt a formát, viszont minden spanyol hallott már róla. Mind Európában, mind Japánban egyre nagyobb teret hódított az origami az óvodai oktatásban. Az általunk ismert tradicionális origami tehát nem kizárólag Japánból ered, hanem a japán és a nyugati origami egyesüléséből született, habár Japánban a legelterjedtebb, és egyértelműen ott kezdtek kibontakozni a papír hajtogatásának ősi módjai.
Az első magyar origamileírás 1935-ben jelent meg a Sicc című könyvben, azonban az első magyar origamikönyv csak 30 év elteltével került kiadásra.

## Technikák, alapanyagok és eszközök

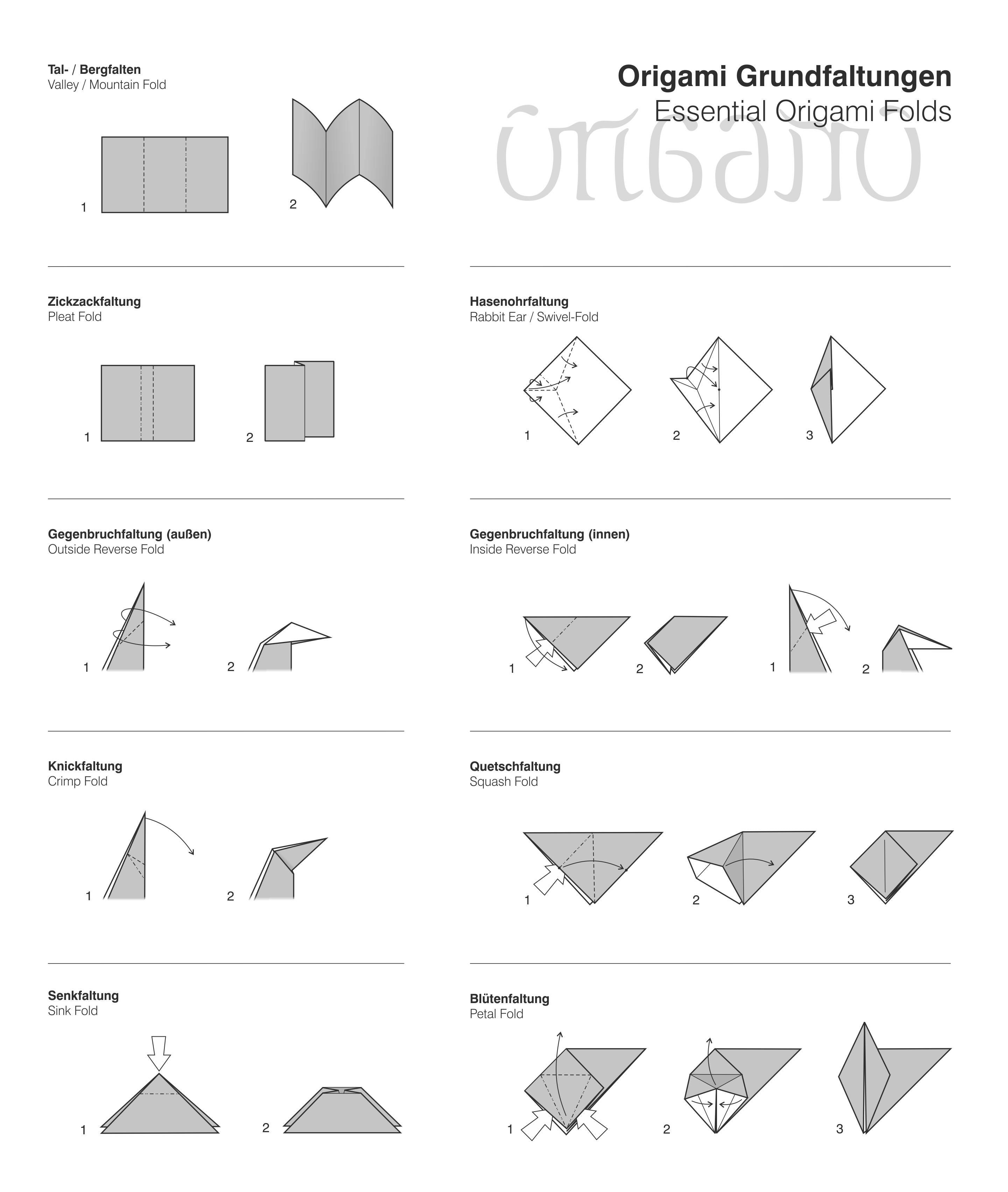
Origami-alaphajtások

### Technikák
Sok origamival foglalkozó könyv kezdődik azzal, hogy bemutatja a hajtogatás alapjait, amelyek segítségével később könnyebben lehet felépíteni más modelleket. Ez magában foglalja olyan alapvető hajtogatások magyarázatát, mint a völgy-hegy, váltóhajtások, süllyesztések és összetolások. Azonban bemutatja azon szabványmodellek elkészítésének a módját is amelyeket több más modellhez is fel lehet használni. Például a madáralap egy köztes fázis a hajtogatásban, hogy el tudjuk készíteni a csapkodó szárnyú madarat.

### Papírok
A legtöbb origamipapírt kami néven emlegetik; ez a típus a legolcsóbb és a legtöbb helyen megtalálható. Vékony és könnyen formázható, többféle méretben kapható: a szabványméret a 75 x 75 mm, azonban találni 2,5 x 2,5 centiméterestől egészen 25 x 25 centis vagy még annál is nagyobb méretig sokfélét. Az origamipapír súlya egy kicsivel kevesebb, mint a fénymásoló papíré, azonban léteznek annál nehezebbek is.
Egy másik fajta a vasi, ami vastagabb, kézzel készített papír, a kereskedelemben is forgalmazzák, azonban sokkal drágább, mint a sima origamipapír. A vasi papír nagyon könnyen fogadja be a tintát, így egyszerűen lehet rá mintákat nyomtatni. A nyomtatott vasi lehet egyedülállóan fényes, egyenetlen vagy néha átlátszó textúrájú is. Azonban ez a papír nem annyira elterjedt, mint a kami.
Létezik egy fényesebb fóliapapír is, ami a közép-árkategóriába tartozik: egy kicsivel drágább csak, mint a sima kami. Ennek a japán fóliának az egyik oldala nagyon vékony papír, míg a másik egy annál fényesebb és simább fóliaanyag. A leggyakoribb szín az arany és az ezüst, de nagyon sok más színben is fellelhető.
Léteznek különféle érdekes megoldások is: ilyen például a papírpénz, amely nagyon sok helyen origamihoz használatos papírnak tekinthető, hiszen feltűnő megjelenést ad a kész modellnek. De papír teástasakból is szívesen készítenek virágokat, illetve WC-papírból és -gurigából is lehet remekműveket alkotni.

### Fémek
Az úgynevezett fémhajtogatásnál sárgaréz, vörösréz, illetve alumínium az alapanyag. Előnye a tartósság, bár hátránynak meg kell említeni, hogy a megmunkálhatósága igencsak nehéz.

### Eszközök
Nagyon gyakori, hogy egy adott formát valamely sima felületen hajtogatnak az emberek, azonban több hajtogató a levegőben formálja meg, bárminemű segédeszköz nélkül. Nagyon sokan úgy vélik, hogy ez az utóbbi módszer a helyes elgondolás, ellenben bonyolultabb modelleknél a különböző eszközök sokat segítenek: például vonalzó, gemkapocs, csipesz, illetve lakk segíthet egyben tartani az elkészített formát.

## Japán Origamiszövetség (NOA)
A Japán Origamiszövetség (NOA) Japán legnagyobb origamival foglalkozó csoportja, mely 1973. október 27-én alakult. Ez a csoport ad otthont az Origami-világkiállításnak (World Origami Exhibition). Céljuk, hogy minél több oktatási anyagot kiadva elterjesszék Japánban és külföldön is az origami csodálatos művészetét. Fő tevékenysége olyan könyvek, folyóiratok havonta történő kiadása és rendezvények szervezése, ami bemutatja a társaság munkáját, az origami történetét; egyes folyóiratokban még információkat is fellelhetünk különböző eseményekről. Körülbelül 10 000 ember a társaság tagja, ám nem csak japán nemzetiségűek, ugyanis a világ minden tájáról fogadnak el jelentkezéseket, így nagyon színes a társaság. A NOA nagyon büszke arra, hogy az origami lassan egy közös világnyelvvé növi ki magát azzal, hogy ez hagyományos művészeti forma ily módon elterjedt a világban.

## Híres személyek

### Tojoaki Kavai
1932-ben Tokióban született origamimester. Eredetileg művészi pályára készült, színházi rendezőként, de meghiúsult az előadás, amelyhez maszkokat készített, hajtogatott papírból. Ez vezetett az első origamikiállításához 1961-ben. Kiállítása után egyetemisták kérték fel, hogy fogadja őket tanítványaiul, hiszen abban az időben ő volt az egyetlen origamiművész, aki rendszeresen, évente kétszer kiállított Ginzában. Nemcsak tanított, hanem anyagilag is segítette a tanítványait, ugyanis legtöbbször a drága papírt a tanítványok a mestereiktől kapták, ha nem tudták megvenni. Tojoaki nagyon sok híres könyv szerzője is, ilyenek például az Origami, a Színes origami és a Kreatív origami.

### Josizava Akira
Josizava Akirát a modern origami megalapítójaként ismerik el, aki a papírhajtogatást élő művészetté emelte.

### Szatosi Kamija
Egyike a világ legfejlettebb origamimestereinek. Ihletét mangákból, illetve keleti és nyugati mitológiákból meríti. Minél valósághűbb formákra törekszik. Munkái több mint kétszáz darabból épülnek fel.

### Isszei Josino
Kiemelkedő origamimester volt, aki megalkotta a Tyrannosaurus Rex csontvázát origamiból, mely nagyon gyorsan világszerte elterjedt, de ezen kívül sok más, igen komplex origamiforma megalkotását is neki köszönhetjük.

## Origamitípusok

### Interaktív origami
Ez a fajta kész modell az ember kezében lévő mozgási energiát felhasználva képes repülni vagy egy adott testrészét mozgatni. Szigorúan véve csak az utóbbi az, amit akciós origaminak neveznek. A leggyakoribb a japán csapkodó madár, ami ebbe a kategóriába tartozik.

### Többelemű origami
Ahogy a neve is mondja, ehhez a formához több kisebb részt kell összeilleszteni, hogy megkapjuk a kész formát. Általában az egyes darabok elkészítése igen egyszerű, azonban a végső összerakásuk eléggé trükkös lehet. Ilyen többelemű origami például a kuszudama néven ismert díszítő labda, azonban itt engedélyezett a darabok ragasztóval vagy fonallal történő összeillesztése is.

### Nedves hajtogatás
Ez a technika olyan modellek elkészítésére tökéletes, ahol inkább gyengéd görbék jelennek meg, nem pedig szögletes, erős formák. A nedvesített papírt könnyen lehet formálni, és ha megszárad, rendesen megtartja a formáját. Ilyen papírt lehet használni például nagyon tetszetős állatformák elkészítésére.

### Origami-tesszalációk
Ez az origamitípus nagyon népszerűvé vált az utóbbi időkben. Egy kétdimenziós síkon egy geometriai formát ismételnek átfedés és rések nélkül. Az origami világában kétféle modellt szokás tesszalációnak nevezni. Az egyik az, amikor egyforma vagy legalábbis hasonló elemekkel van beborítva a lap, amelyen arányosan több elemet helyezhetnénk el, ha nagyobb papírból indulnánk ki. A legegyszerűbb tesszaláció a háromszögrács vagy négyzetrács. A másik, ahol az elemek, amelyekkel beborítjuk a lapot, egyre kisebbek; a folytatásnak a papír szélessége szab határt. Van, aki ezt rekurzív modellnek nevezi, de mostanában a fraktál elnevezés kezd elterjedni.

### Kirigami
A kirigami japán kifejezés a papírvágásra. A vágást gyakran használták a tradicionális japán origaminál, de a modern hajtogatásoknál olyan újításokat vezettek be, amelyek lecsökkentették a vágások számát, és végül feleslegessé tették őket. A legtöbb mai origamitervező nem veszi már figyelembe azokat a modelleket, amelyekben vágások is szükségesek, ezért nem használják az ilyen modellekre az origami kifejezést, a kirigamit találóbbnak gondolják. Ez a váltás az 1960-as-70-es években történt: a korai origamikönyvekben sok formához vágás volt szükséges, de a legmodernebb könyvek már nem is említik a vágásokat.

## Matematikai és műszaki origami

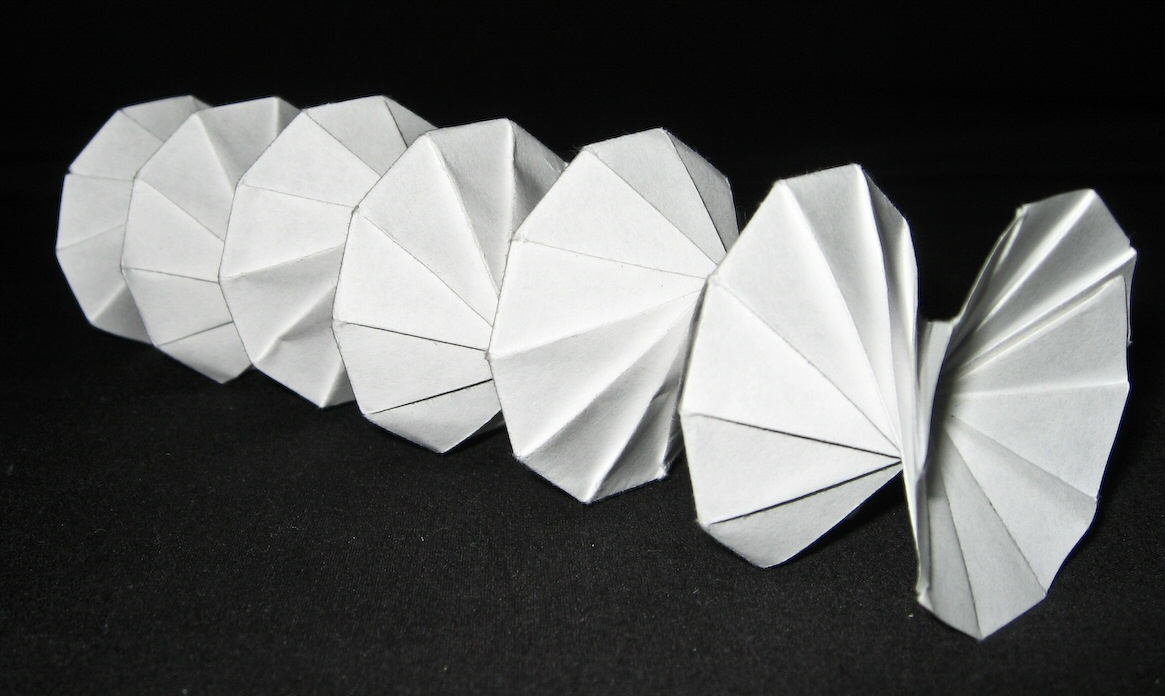
Rugó akcióban, tervezte Jeff Beynon, egyetlenegy téglalap alakú papírból készült

### Matematikai origami
Az origamihajtogatás és annak tanulása felkeltette más tudományágak érdeklődését is, mint a matematika, ahol olyan problémákkal foglalkoznak például, hogy egy adott mintát meg lehet-e hajtogatni 2 dimenziós modellként. Számos technológiai újítás használta fel a papírhajtogatás művészetét; ilyen például az a technika, aminek a segítségével autókba lehet légzsákimplantátumot összehajtott helyzetben behelyezni.

### Műszaki origami
A műszaki origami, japán nevén origami szekkei (折り紙設計), majdnem kéz a kézben fejlődött a matematikai origamival. Az origami megjelenésének idején a fejlesztés még többnyire próbálgatásból állt. Az origamit övező matematika fejlődésével azonban egy új origamimodellnek az alapfelépítését már papíron le lehet írni, mielőtt bármilyen hajtogatás történne. Ezt a módszert Robert Lang, Tosijuki Meguro és mások fejlesztették ki, és bonyolult, sok végtagú modellek megtervezését is lehetővé teszi, mint például egy százlábú vagy akár egy ember az összes ujjával.
Ezeknek a terveknek a kiindulópontja az úgynevezett hajtogatásminta (CP - crease pattern), ami gyakorlatilag az elkészítéshez szükséges hajtogatások elrendezését tartalmazza. Bár nem célja helyettesíteni a diagramokat, de ez a módszer egyre népszerűbb, többek között azért is, mert sokszor ez az egyetlen segítség egy modell meghajtogatásához, ha a tervező nem készít hozzá diagramot.
Előfordul olyan eset is, amikor a tervezőnek nincs meg az eszköze diagramot készíteni. Ők általában egy sorozatos hajtogatásmintát (SCP - sequenced crease pattern) használnak, ami egy több hajtogatásmintából álló sorozat, hajtogatásonként mutatva a mintát. Ennek köszönhetően nem kellenek diagramkészítő programok vagy különösebb művészi képesség, s mindeközben megőrzi a lépésenkénti folyamatot a többi hajtogató számára. Ezt a módszert fokozatos hajtogatási mintának (PCP - progressive crease pattern) is szokták nevezni.
Amikor a tervezők hajtogatásmintákat készítenek, a legtöbb kisebb hajtás nem olyan fontos, és csak a vége felé adják hozzá. Ami fontosabb, az a papír különböző részei, és hogy ezek hol helyezkednek el a modell felépítésén. Az origamialapok egy részénél, az úgynevezett egytengelyű alapúaknál az elhelyezések mintáját körpakolásnak hívják. Optimalizáló algoritmusokat használva bármilyen tetszőleges egytengelyű alapra ki lehet számítani a körpakolást. Miután ez ki lett számítva, az alap felépítéséhez kellő hajtogatásokat hozzá lehet adni. Ez nem egy egyedi matematikai folyamat: lehet két tervnek ugyanaz a körpakolása és mégis más felépítésű mintái.
Mivel egy adott kerület legnagyobb lehetséges részét egy kör foglalja magában, így a körpakolás a leghatékonyabb megoldás a papír felhasználását tekintve. De más sokszögű alakokat is lehet használni a pakolási probléma megoldására. Ezeknek a használatát az egyszerűen megtalálható hajtások is motiválják (például a 22,5 fok többszörösei), mellyel könnyebb hajtogatási folyamat valósulhat meg. Egy másik népszerű ága a körpakolásnak a négyzetrakás, ahol négyzeteket használnak körök helyett. Emiatt a hajtogatásminta csak 45 és 90 fokú szögeket tartalmaz, ami könnyíti a hajtogatást.

### Origamihoz kapcsolódó számítógépes programok
Több számítógépes programot is készítettek, melyek segítik az origamik tervezését és elkészítését. A TreeMaker például lehetővé teszi bonyolultabb origamialapok megtervezését, az Oripa pedig megjeleníti az összehajtogatott alakot a hajtogatásminta alapján.
"Az origami nem csupán egy régi szórakoztató mulatság, egyszerű időtöltés, hanem egy olyan elmélyült kézművességi forma is, amit bárki, bárhol, bármikor képes megtanulni, illetve továbbfejleszteni. Az origamihoz mindenkinek csak egy papírlapra van szüksége." - Iszao Honda

## Galéria

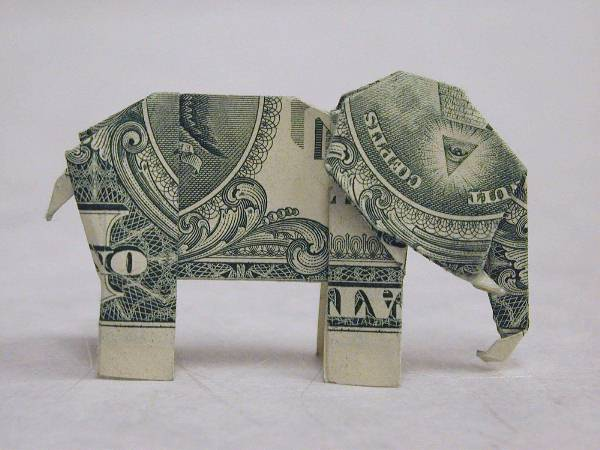
Példa a pénzhajtogatásra: dollárból készített elefánt
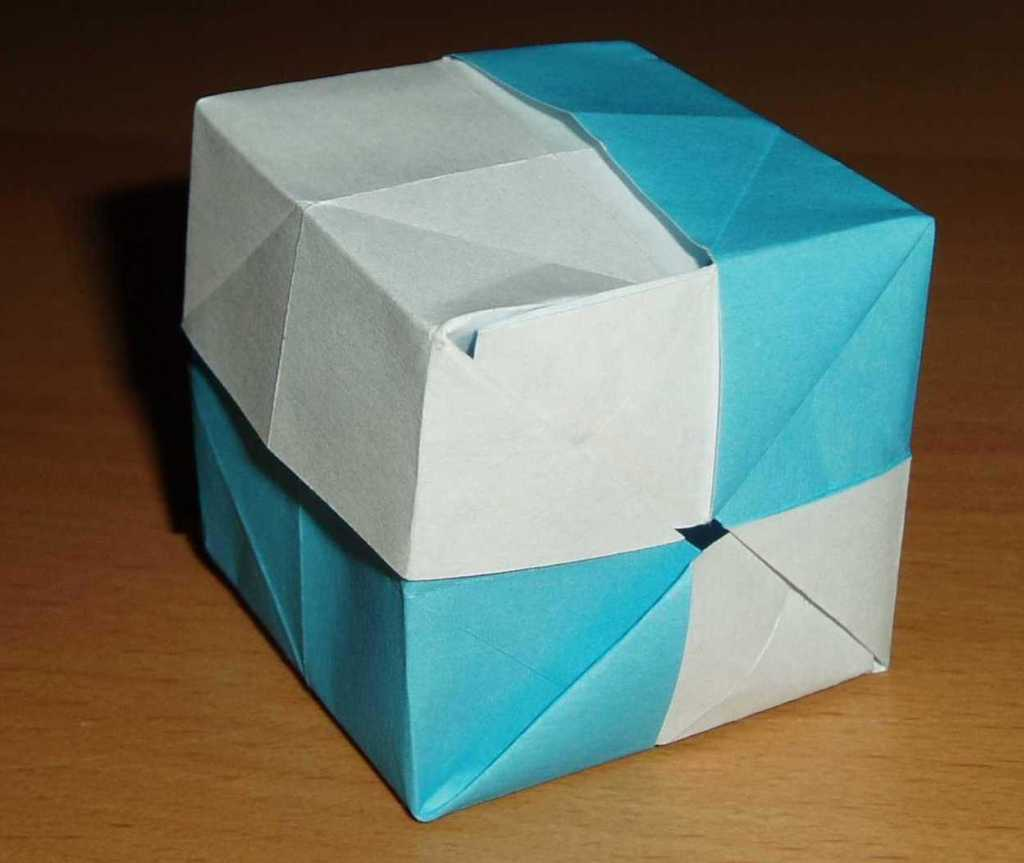
Kavaszaki kocka.
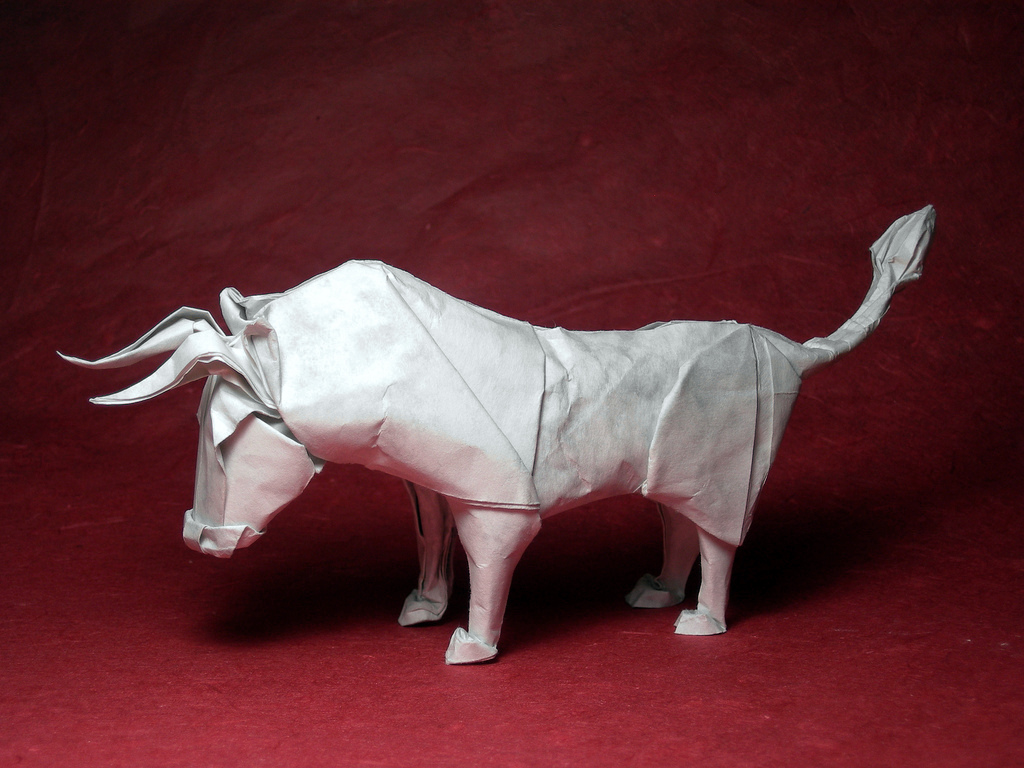
Nedvespapír-technikával készült bika.
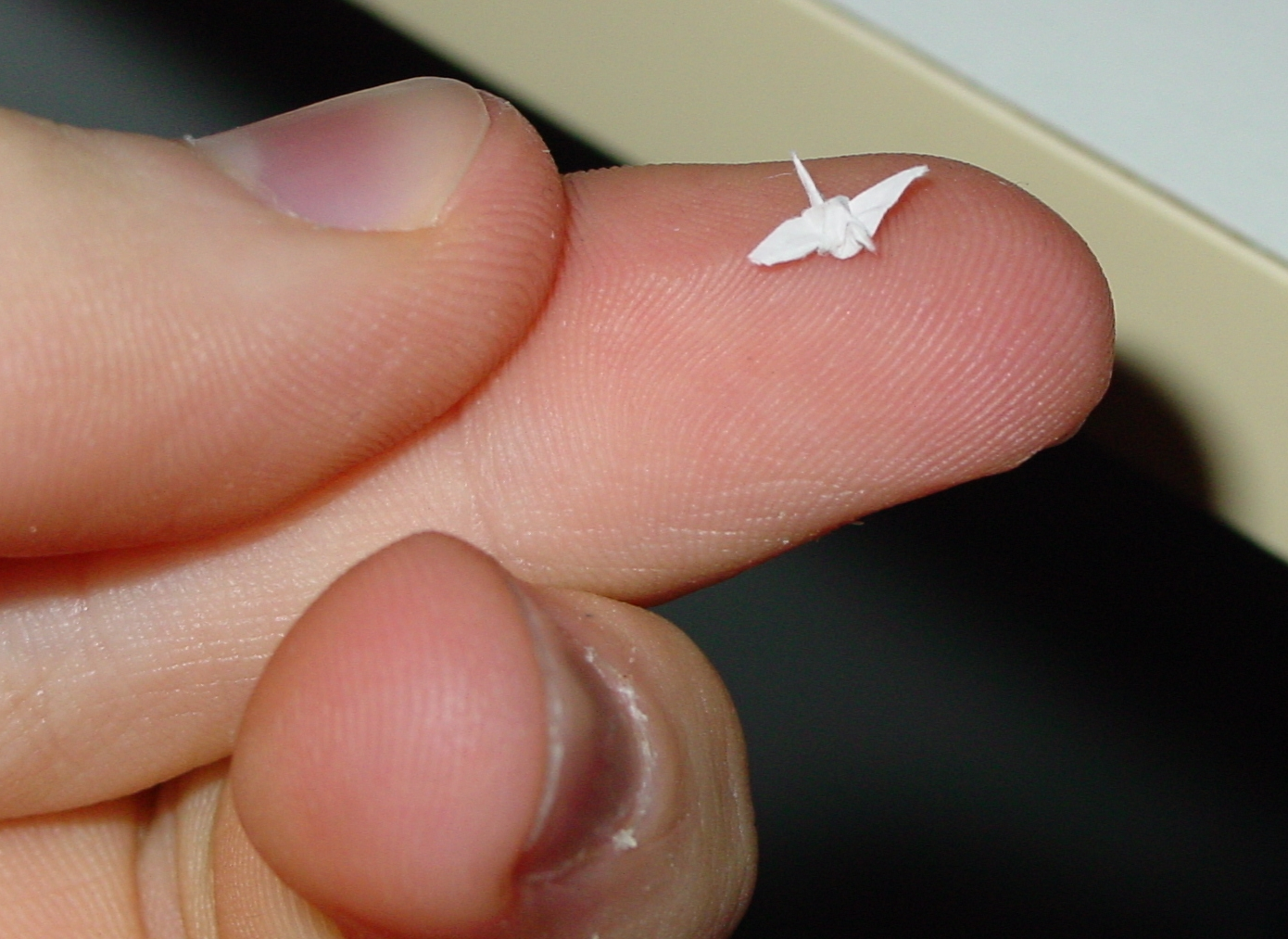
Miniatűr daru
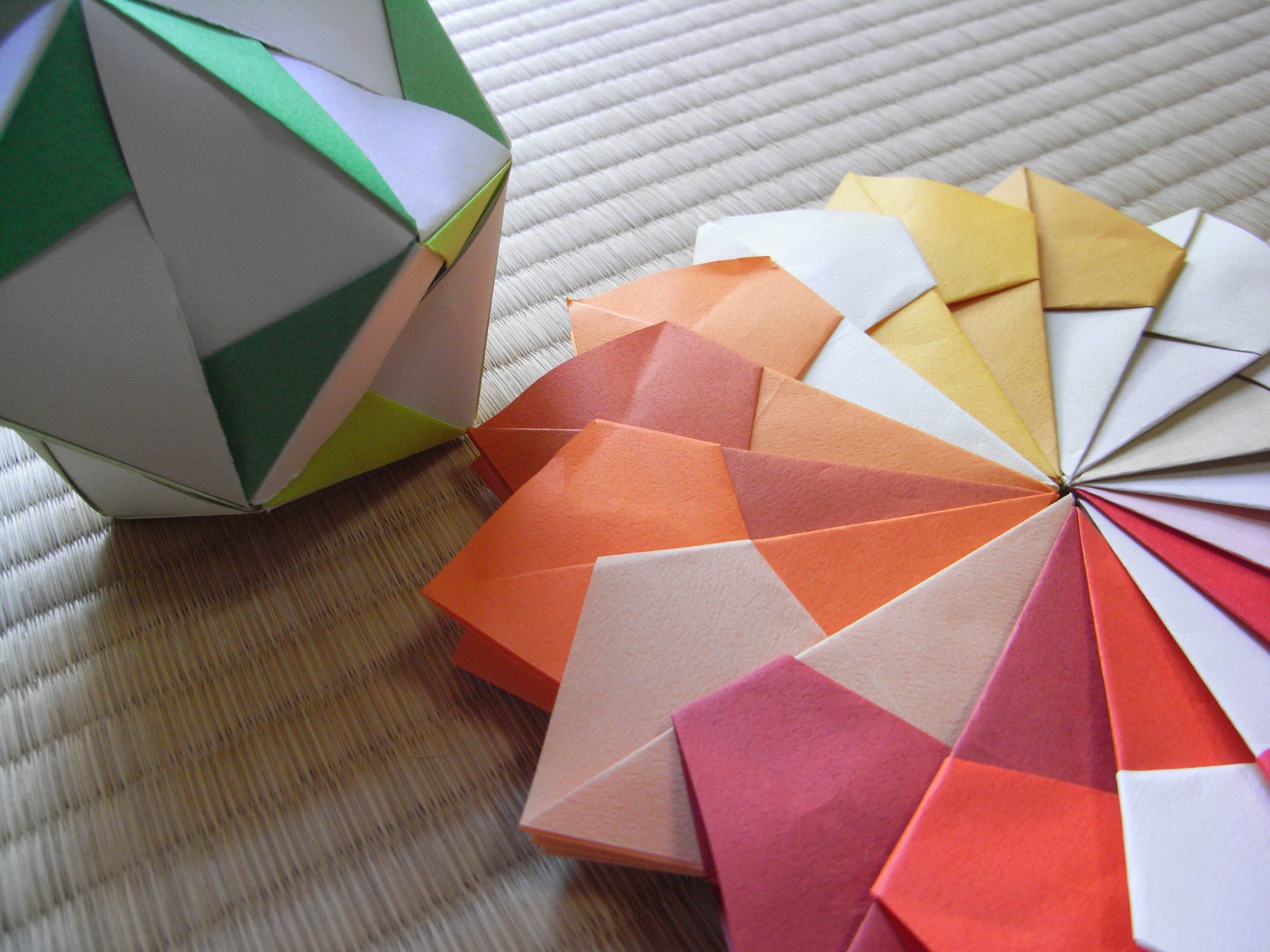
Két példa a moduláris jellegű origamira
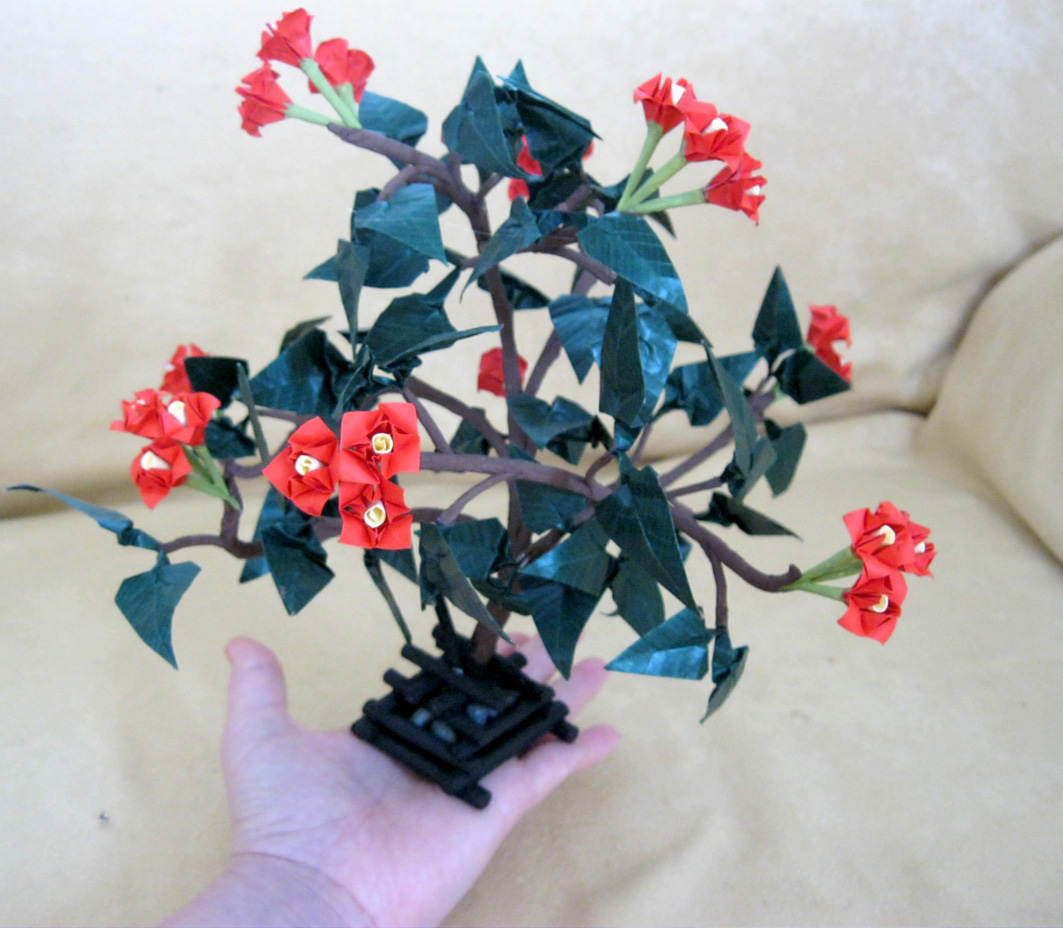
Origami Bonszai.
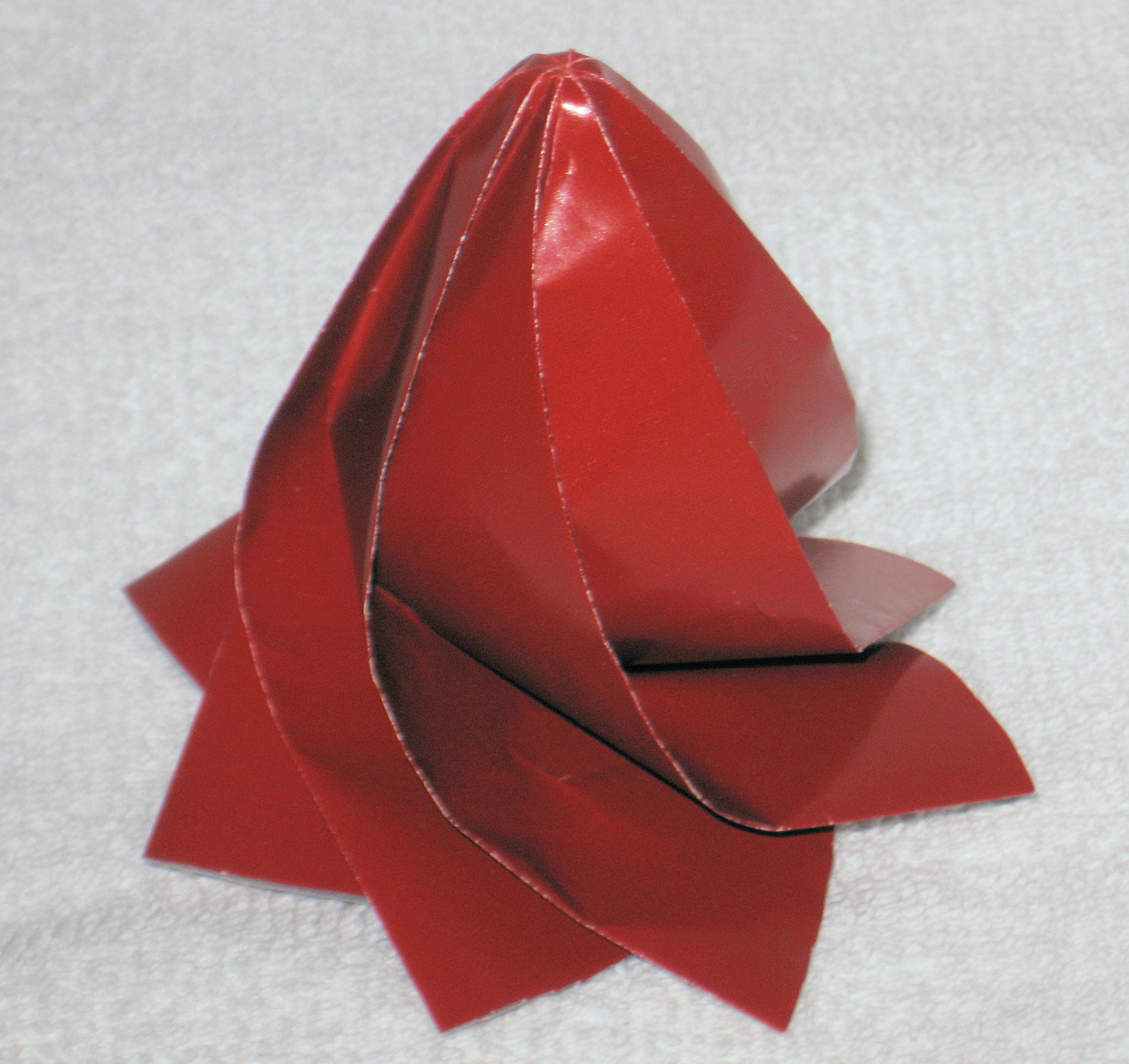
Körkörös hajtogatással és ívelt redőkkel készített vízibomba
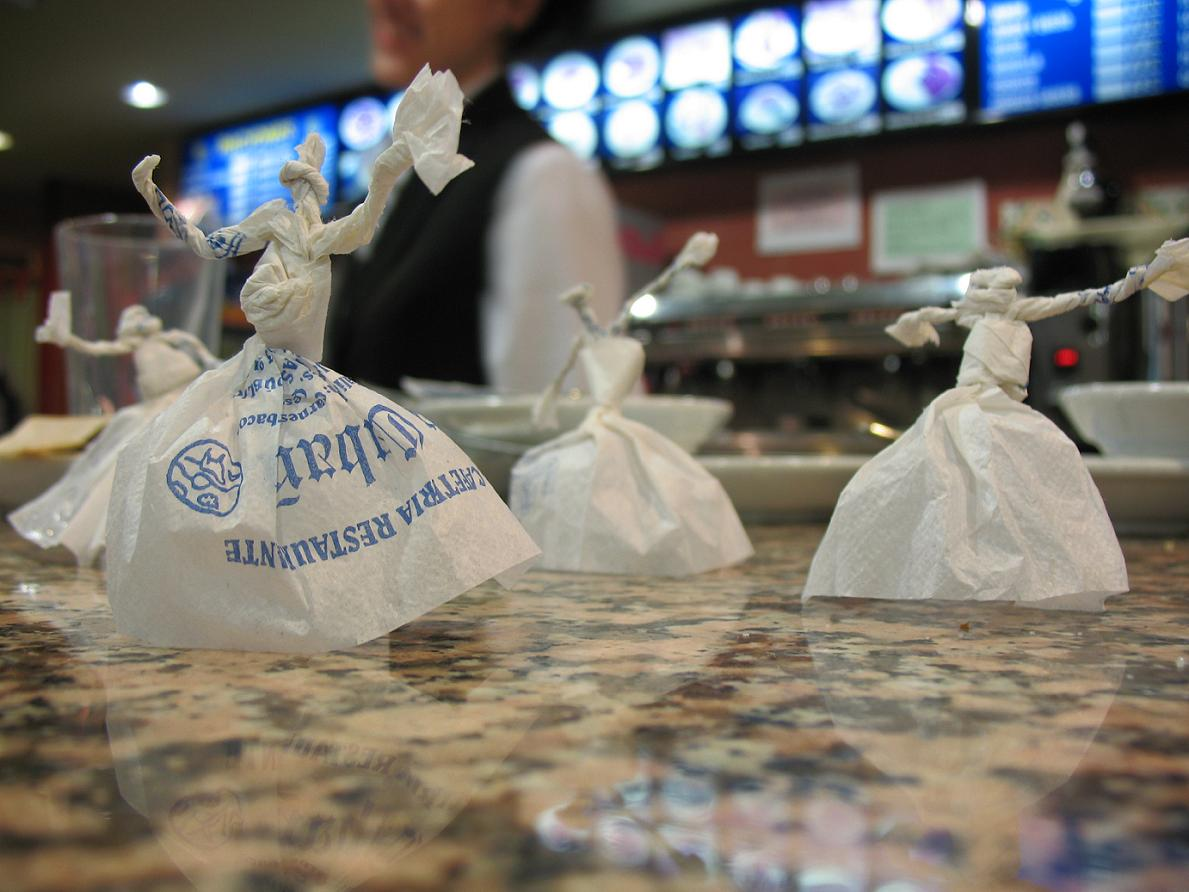
Flamencotáncosok vizes hajtogatással és csavarással készítve
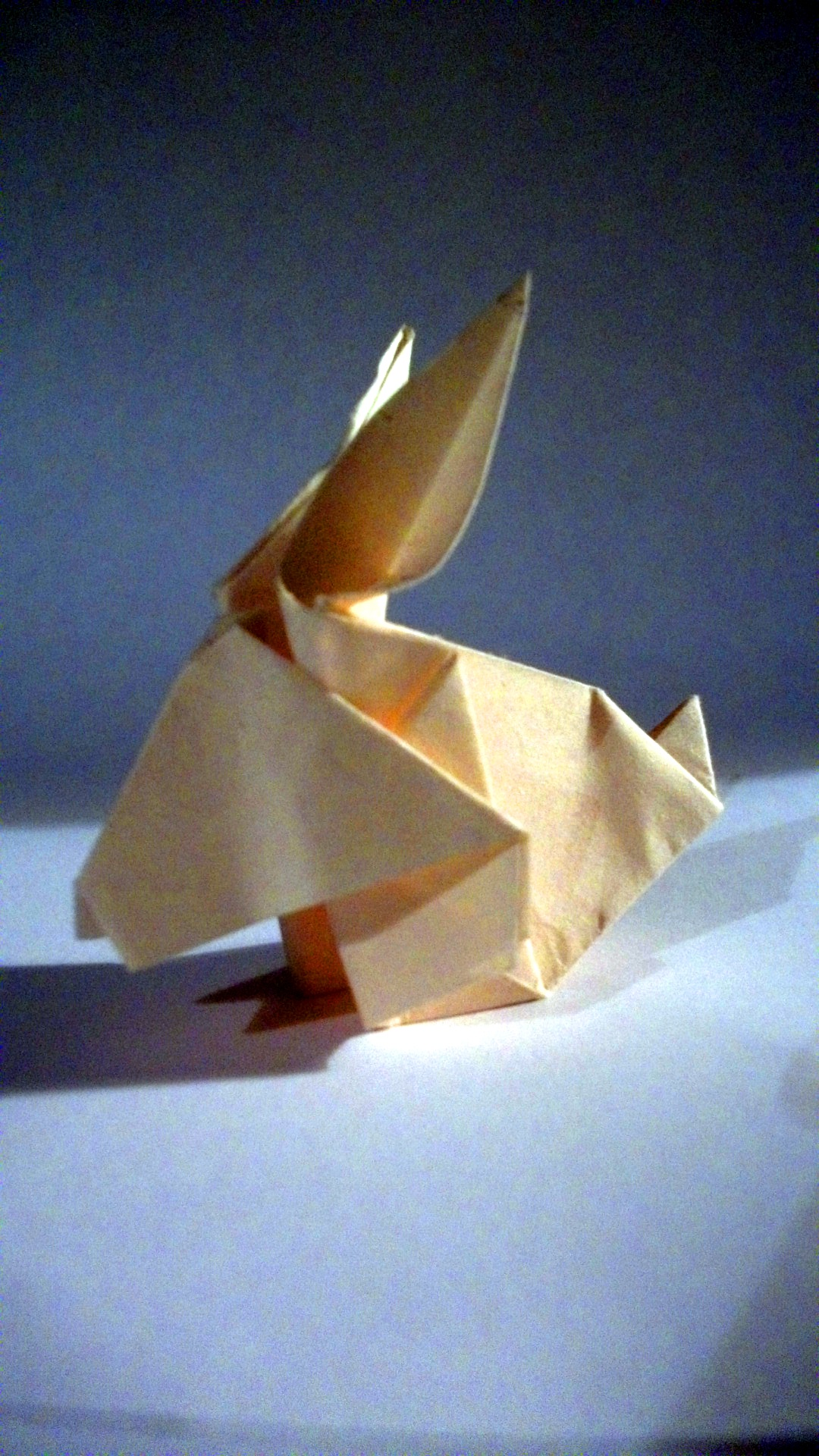
Origaminyúl

## Ajánlott irodalom
- Kricskovics Zsuzsanna - Nagy origamikönyv (2006, SIFI REKLÁM KFT.) ISBN 9789638722089
- Sebők Zsolt - Origamidobozkák (2013, Szalay Könyvkiadó) ISBN 9789632514307
- Barkó Magdolna - Origami (2012, CSER KÖNYVKIADÓ ÉS KER. Kft.) ISBN 9789632782676
- Ashley Wood - Origami (2012, GABO KÖNYVKIADÓ ÉS KERESK.KFT, fordította Zentai György) ISBN 9789636895853
- Fábián Zsolt - ORIGAMI papírhajtogatás alapfokon (1993, V+V Kiadó) ISBN 9637436014
- Robert Harbin - Origami (1993, LAP-ICS Könyvkiadó, fordította Rusvai Julianna) ISBN 9780844239354
- Zülal Aytüre-Scheele - Origami (1994 kiadta Magyar Könyvklub) ISBN 9780806973821
- Pham Dinh Tuyen - Klasszikus origami (2003, Szukits Könyvkiadó, fordította Borbély Mária) ISBN 9639393630
- Karlócai Marianne - Papírmunkák, hajtogatások (1964, Szukits Könyvkiadó)
- Ori-Magi magazin, Magyar Origami Kör magazinja (1992-2012, Magyar Origami Kör)

## Fordítás
- Ez a szócikk részben vagy egészben  az   Origami című angol Wikipédia-szócikk ezen változatának fordításán alapul.  Az eredeti cikk szerkesztőit annak laptörténete sorolja fel. Ez a jelzés csupán a megfogalmazás eredetét és a szerzői jogokat jelzi, nem szolgál a cikkben szereplő információk forrásmegjelöléseként.
- Ez a szócikk részben vagy egészben  az   Origami című német Wikipédia-szócikk ezen változatának fordításán alapul.  Az eredeti cikk szerkesztőit annak laptörténete sorolja fel. Ez a jelzés csupán a megfogalmazás eredetét és a szerzői jogokat jelzi, nem szolgál a cikkben szereplő információk forrásmegjelöléseként.
- Ez a szócikk részben vagy egészben  az   Origami című olasz Wikipédia-szócikk ezen változatának fordításán alapul.  Az eredeti cikk szerkesztőit annak laptörténete sorolja fel. Ez a jelzés csupán a megfogalmazás eredetét és a szerzői jogokat jelzi, nem szolgál a cikkben szereplő információk forrásmegjelöléseként.